# Església parroquial dels Sants Reis (Benissanó)
L'església dels Sants Reis és un temple catòlic ubicat a la localitat de Benissanó, a la comarca valenciana del Camp de Túria. És un Bé de Rellevància Local, amb el número 46.11.067-001.

## Història
L'església s'aixeca sobre un primer temple gòtic, el qual s'alçava al seu torn sobre l'antigua mesquita àrab. Va ser construït en la segona meitat del segle xvi amb el patrocini del senyors de la vila, les famílies Cavanilles i Villarrasa. Comptava amb una nau principa, dos laterals i una coberta d'artesonat mudèjar.
Enderrocada aquesta església primigènia, es va aixecar una de nova amb tres naus, rematades en testera plana i cor als peus. Va ser erigida en estil neogòtic, i compta amb tretze capelles. Al llarg del segle XX s'ha restaurat en diverses ocasions, com a l'any 1945, i posteriorment, a l'any 1983, la qual li va conferir l'aspecte actual.
Té quatre campanes, denominades Maria del Fonament (1866), Sant Vicent Ferrer (1942), Santa Bàrbera (1942) i Verge del Carme (1972).

## Art
L'església conserva tres quadres de l'antic temple: L'Adoració dels Reis del Pal de Sant Leocadi (segle xv, formava part de l'altar major original), un Natzarè atribuït a Joan de Joanes, i una imatge de la Mare de Déu dels Desamparats, del segle xvii.